# Lindneromyia natalensis
Lindneromyia natalensis är en tvåvingeart som först beskrevs av Enrico Adelelmo Brunetti 1929.  Lindneromyia natalensis ingår i släktet Lindneromyia och familjen svampflugor. Inga underarter finns listade i Catalogue of Life.